# San Antonio de Ibarra
San Antonio de Ibarra es una localidad ecuatoriana situada en el cantón Ibarra, en la provincia de Imbabura. Según el último censo realizado en el año 2022 por el Instituto Nacional de Estadística y Censos (INEC), tiene una población de 21 420 habitantes.
Está ubicada a solo 5,50 km de la cabecera cantonal y capital provincial, San Miguel de Ibarra, y a los pies del volcán Imbabura (4630 m s. n. m.). La localidad es famosa por sus artesanías y esculturas.

## Historia
La localidad no se fundó civilmente hasta el 24 de marzo de 1693, más de un siglo después de su creación.